# الاتحاد الدولي لكرة اليد
الاتحاد الدولي لكرة اليد (بالإنجليزية: International Handball Federation، يختصر IHF)‏ هو الهيئة المنظمة لرياضة كرة اليد وكرة اليد الشاطئية وكرة اليد على الكرسي المتحرك في العالم. وهو المسؤول عن تنظيم مسابقات كرة اليد الكبرى مثل بطولة العالم لكرة اليد للرجال وبطولة العالم لكرة اليد للسيدات.
تأسس الاتحاد الدولي لكرة اليد سنة 1946 في كوبنهاغن (الدنمارك) ويقع مقره في بازل، سويسرا. يضم الآن في عضويته 204 اتحاد وطني من خمس اتحادات قارية.

## التنظيم
يتكون الاتحاد الدولي لكرة اليد من خمسة إتحادات قارية هي: الاتحاد الآسيوي لكرة اليد، الاتحاد الإفريقي لكرة اليد، الاتحاد الأوروبي لكرة اليد، الاتحاد الأوقيانوسي لكرة اليد، اتحاد الأمريكتان لكرة اليد.
| الإسم                         | الاختصار | التأسيس          | عدد الإتحادات الوطنية | الموقع الرسمي     |
| ----------------------------- | -------- | ---------------- | --------------------- | ----------------- |
| الاتحاد الإفريقي لكرة اليد    | CAHB     | 1974، ساحل العاج | 53                    | cahbonline.info   |
| اتحاد الأمريكتان لكرة اليد    | PATHF    | 1977، بورتوريكو  | 34                    | panamhandball.org |
| الاتحاد الآسيوي لكرة اليد     | AHF      | 1974، الكويت     | 44                    | asianhandball.org |
| الاتحاد الأوروبي لكرة اليد    | EHF      | 1991، النمسا     | 52                    | eurohandball.com  |
| الاتحاد الأوقيانوسي لكرة اليد | OCHF     | 1993، أستراليا   | 21                    | ochf.org          |

### آسيا
| آسيا – الاتحاد الآسيوي لكرة اليد (AHF) | آسيا – الاتحاد الآسيوي لكرة اليد (AHF) | آسيا – الاتحاد الآسيوي لكرة اليد (AHF) |
| -------------------------------------- | --- | --- |
| بطولات المنتخبات                       | بطولة آسيا لكرة اليد للسيدات – بطولة آسيا لكرة اليد للرجال | بطولة آسيا لكرة اليد للسيدات – بطولة آسيا لكرة اليد للرجال |
| بطولات الأندية                         | نساء | بطولة آسيا للأندية لكرة اليد – نساء |
| بطولات الأندية                         | رجال | بطولة آسيا للأندية لكرة اليد |
| الأعضاء                                | أفغانستان البحرين بنغلاديش الصين تايباي الصينية تيمور الشرقية هونغ كونغ الهند إيران العراق اليابان الأردن كازاخستان الكويت قرغيزستان لبنان ماكاو ماليزيا منغوليا نيبال كوريا الشمالية سلطنة عمان باكستان فلسطين الفلبين قطر السعودية سنغافورة كوريا الجنوبية سوريا طاجيكستان تايلاند تركمنستان الإمارات العربية المتحدة أوزبكستان فيتنام اليمن بوتان كمبوديا إندونيسيا سريلانكا ميانمار لاوس المالديف | أفغانستان البحرين بنغلاديش الصين تايباي الصينية تيمور الشرقية هونغ كونغ الهند إيران العراق اليابان الأردن كازاخستان الكويت قرغيزستان لبنان ماكاو ماليزيا منغوليا نيبال كوريا الشمالية سلطنة عمان باكستان فلسطين الفلبين قطر السعودية سنغافورة كوريا الجنوبية سوريا طاجيكستان تايلاند تركمنستان الإمارات العربية المتحدة أوزبكستان فيتنام اليمن بوتان كمبوديا إندونيسيا سريلانكا ميانمار لاوس المالديف |

### أفريقيا
| أفريقيا – الاتحاد الإفريقي لكرة اليد (CAHB) | أفريقيا – الاتحاد الإفريقي لكرة اليد (CAHB) | أفريقيا – الاتحاد الإفريقي لكرة اليد (CAHB) |
| ------------------------------------------- | --- | --- |
| بطولات المنتخبات                            | بطولة أفريقيا لكرة اليد للرجال – بطولة أفريقيا لكرة اليد للسيدات | بطولة أفريقيا لكرة اليد للرجال – بطولة أفريقيا لكرة اليد للسيدات |
| بطولات الأندية                              | نساء | دوري الأبطال كأس الأندية الفائزة بالكؤوس كأس السوبر |
| بطولات الأندية                              | رجال | دوري الأبطال كأس الأندية الفائزة بالكؤوس كأس السوبر |
| الأعضاء                                     | الجزائر أنغولا بنين بوتسوانا بوركينا فاسو بوروندي الكاميرون الرأس الأخضر جمهورية أفريقيا الوسطى تشاد جزر القمر جمهورية الكونغو جيبوتي جمهورية الكونغو الديمقراطية مصر غينيا الإستوائية إثيوبيا الغابون غامبيا غانا غينيا غينيا بيساو ساحل العاج كينيا ليسوتو ليبيريا ليبيا مدغشقر مالاوي مالي موريتانيا موريشيوس المغرب موزمبيق ناميبيا النيجر نيجيريا رواندا ساو تومي وبرينسيب السنغال سيشل سيراليون الصومال جنوب أفريقيا جنوب السودان السودان سوازيلاند تنزانيا توغو تونس أوغندا زامبيا زيمبابوي | الجزائر أنغولا بنين بوتسوانا بوركينا فاسو بوروندي الكاميرون الرأس الأخضر جمهورية أفريقيا الوسطى تشاد جزر القمر جمهورية الكونغو جيبوتي جمهورية الكونغو الديمقراطية مصر غينيا الإستوائية إثيوبيا الغابون غامبيا غانا غينيا غينيا بيساو ساحل العاج كينيا ليسوتو ليبيريا ليبيا مدغشقر مالاوي مالي موريتانيا موريشيوس المغرب موزمبيق ناميبيا النيجر نيجيريا رواندا ساو تومي وبرينسيب السنغال سيشل سيراليون الصومال جنوب أفريقيا جنوب السودان السودان سوازيلاند تنزانيا توغو تونس أوغندا زامبيا زيمبابوي |

### أوروبا
وفيها دوري الأبطال أوروبا لكرة اليد للرجال

## البطولات
- بطولة العالم لكرة اليد للرجال
- بطولة العالم لكرة اليد للسيدات
- بطولة العالم للأندية لكرة اليد رجال 2010

## روابط إضافية
- IHF website